# Adolf Biedermann
Pour les articles homonymes, voir Biedermann.
Adolf Albert Bertram Biedermann (né le 30 mars 1881 à Hambourg et décédé 11 mai 1933 à  Recklinghausen) était un homme politique allemand appartenant au Parti social démocrate allemand (SPD). Il a été membre du Reichstag de 1926 à 1933.

## Empire allemand et Première Guerre mondiale
Biedermann est le fils d'un entrepreneur en peinture. Son père est mort assez jeune. Biedermann a grandi dans un orphelinat car sa mère ne pouvait pas s'occuper de lui, aux côtés des cinq autres enfants, tout en poursuivant l’activité de l’entreprise paternelle. Après avoir fréquenté l'école primaire, et suivi une formation de quatre ans et demi, il a passé son examen de serrurier à Eckernförde, puis a effectué un compagnonnage. Après deux ans de service militaire, il est revenu à Hambourg en 1903 a suivi des cours du soir en plus de son emploi dans une usine de machines.
Biedermann a rejoint le Parti social démocrate (SPD) en 1907 et est devenu président du district de Barmbek en 1912. Avec ses 10 000 membres, le district était l’une des plus grandes associations locales du SPD en Allemagne. Il vivait alors au 25 de la Schmalenbecker Straße à Hambourg-Barmbek-Sud  non loin de la station de métro Wagnerstrasse (aujourd'hui: U-Bahnhof Hamburger Straße). En outre, il était membre du syndicat des métallurgistes de la ville hanséatique. Il appartenait à l’aile droite du parti.
Même avant Première Guerre mondiale, il s'est fait connaître dans le SPD de Hambourg en tant que conférencier et en publiant des articles dans la presse ouvrière. Il devait rejoindre l’école du parti à Berlin à partir de 1914, mais cela fut empêché par le déclenchement de la guerre. Il a été soldat jusqu'en 1918.

## République de Weimar et Troisième Reich
Au cours de la révolution de novembre 1918, il a été délégué par le Conseil des travailleurs et des soldats au bureau de l'emploi puis élu un an plus tard au Parlement de Hambourg. En 1919, il a été également élu secrétaire du SPD. C’est en tant que suppléant de Friedrich Paeplow qu’il est entré en 1926 au Reichstag, dans lequel il a ensuite côtoyé Gustav Dahrendorf et Hans Staudinger, comme représentant du SPD de la circonscription électorale 34 de Hambourg jusqu'en 1933. En 1927, il a renoncé à son mandat au Parlement de Hambourg. Depuis 1927, il était également président de la Reichsbanner noir-rouge-or à Hambourg.
Lors du vote du Reichstag sur la loi de pleins pouvoirs du 25 mars 1933, Biedermann et son groupe ont voté « non ». Le 11 mai 1933, il a été retrouvé mort près de la voie ferrée à Recklinghausen alors qu’il voyageait en train de Cologne à Hambourg la nuit précédente. Même si la cause exacte de la mort n’est pas établie, une agression ne peut pas être exclue à « l'époque où un meurtre politique était à l'ordre du jour ». Le jour suivant la découverte du cadavre, la police de Recklinghausen a publié un communiqué selon lequel Biedermann « s'était suicidé ». Les indices qui appuient cette hypothèse n'ont pas été mentionnés.
Sa mort a été mise en cause par les sociaux-démocrates et les  communistes de Hambourg. En revanche, l'exécutif du SPD exilé à Prague au début de 1934 a signalé rétrospectivement le suicide. Il n'y avait alors pas d'état de droit ni de police indépendante. L'autopsie n'a donc pas été réalisée. Si les nazis avaient commis ce meurtre, ils n'auraient pas toléré une enquête contre eux-mêmes. Pour des raisons d'assurance, la veuve de Biedermann a plaidé la cause de l’accident dans le cadre d'un procès intenté contre la Reichsbahn et a été indemnisée.
Des milliers de sociaux-démocrates ont manifesté lors de ses funérailles le 24 mai 1933  pour leur parti et pour la démocratie. Sa pierre tombale qui portait l'inscription « Un combattant pour la liberté et le socialisme » a été enlevée la même année par les nazis. Un an plus tard, des centaines de personnes se sont à nouveau rassemblées. Certaines sources parlent de milliers de personnes près de sa tombe, protestant contre le régime nazi en déposant une couronne avec un arc rouge et l’inscription « D.A.E. » (Discipline, activité, unité).

## Souvenir

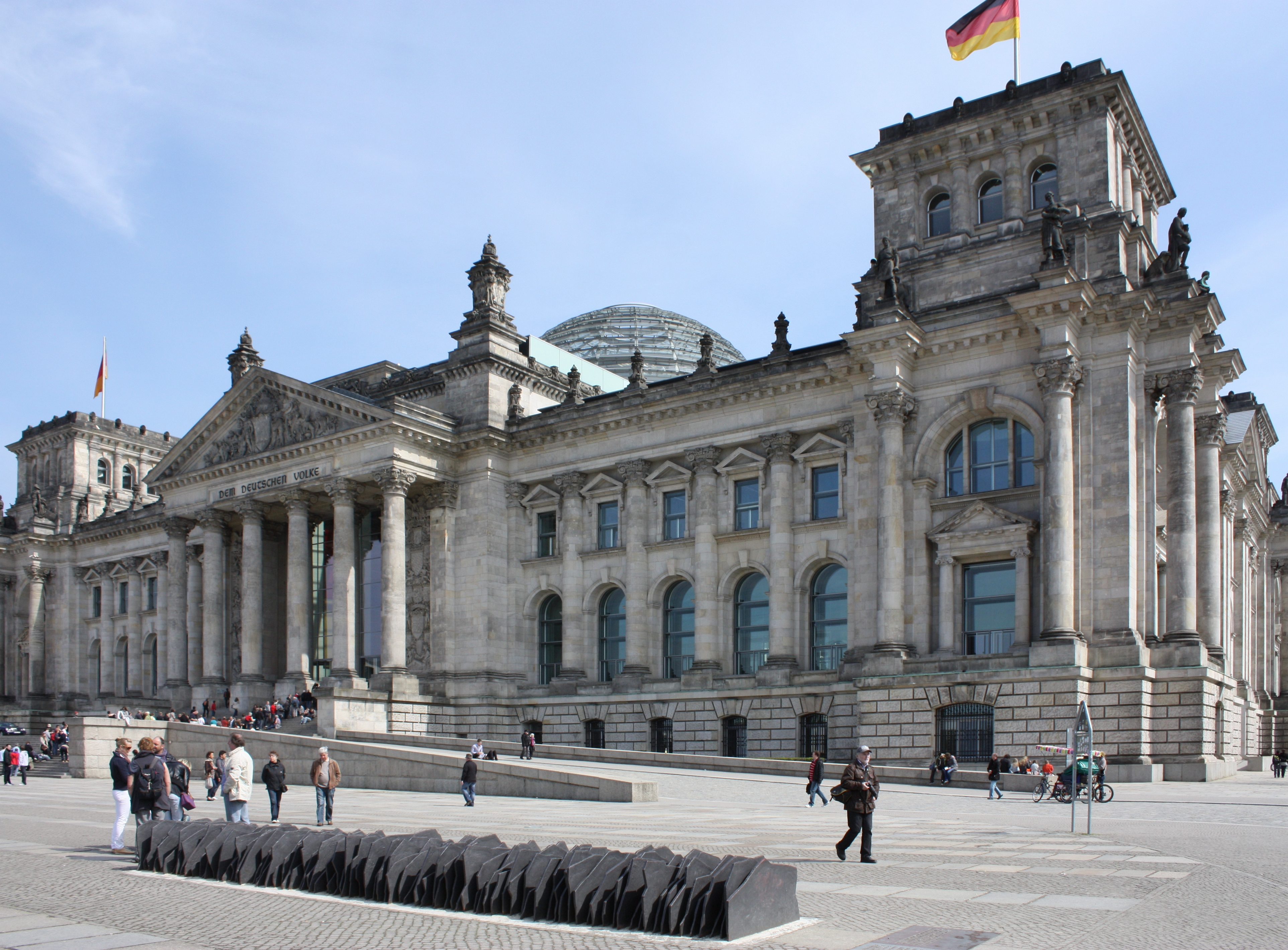
Mémorial en souvenir des 96 membres du Reichstag assassinés par les nazis

En 1947 la Schleidenplatz dans le quartier de Barmbek-Süd à Hambourg a été renommée Biedermannplatz. Une plaque commémorative est placée dans la Jarrestraße. Biedermann figure au Mémorial en souvenir des 96 membres du Reichstag assassinés par les nazis à proximité du Reichstag de Berlin.
À Hambourg une stolperstein a été posée le 8 juin 2012 devant l'hôtel de ville.